# Milano-Modena 1913
La Milano-Modena 1913, settima edizione della corsa, si svolse il 28 settembre 1913 su un percorso di 276 km. La vittoria fu appannaggio dell'italiano Ezio Corlaita, che completò il percorso in 9h08'47", alla media di 30,176 km/h, precedendo i connazionali Emilio Petiva e Carlo Durando.
Sul traguardo di Modena 12 ciclisti, su 34 partiti da Milano, portarono a termine la competizione.

## Ordine d'arrivo (Top 10)
| Pos. | Corridore            | Squadra              | Tempo    |
| ---- | -------------------- | -------------------- | -------- |
| 1    | Ezio Corlaita        | Stucchi              | 9h08'47" |
| 2    | Emilio Petiva        | Peugeot-Wolber       | ?        |
| 3    | Carlo Durando        | Peugeot-Wolber       | ?        |
| 4    | Luigi Lucotti        | Maino                | ?        |
| 5    | Leopoldo Torricelli  | Maino                | ?        |
| 6    | Alfonso Calzolari    | Stucchi              | ?        |
| 7    | Carlo Galetti        | Legnano              | ?        |
| 8    | Georges Tribouillard | La Française-Diamant | ?        |
| 9    | Gaetano Caravaglia   | Maino                | ?        |
| 10   | Costante Girardengo  | Maino                | ?        |